# Ristijärvi (sjö i Finland, Lappland, lat 69,03, long 28,73)
Ristijärvi är en sjö i Finland. Den ligger i kommunen Enare i landskapet Lappland, i den norra delen av landet, 1 000 km norr om huvudstaden Helsingfors. Ristijärvi ligger 175,2 meter över havet. Arean är 35,9 hektar och strandlinjen är 5,65 kilometer lång. Sjön  ingår i Pasvik älvs huvudavrinningsområde. 